# Stygobromus smithi
Stygobromus smithi là một loài động vật giáp xác trong họ Crangonyctidae. Chúng là loài đặc hữu của Hoa Kỳ.